# TD Garden

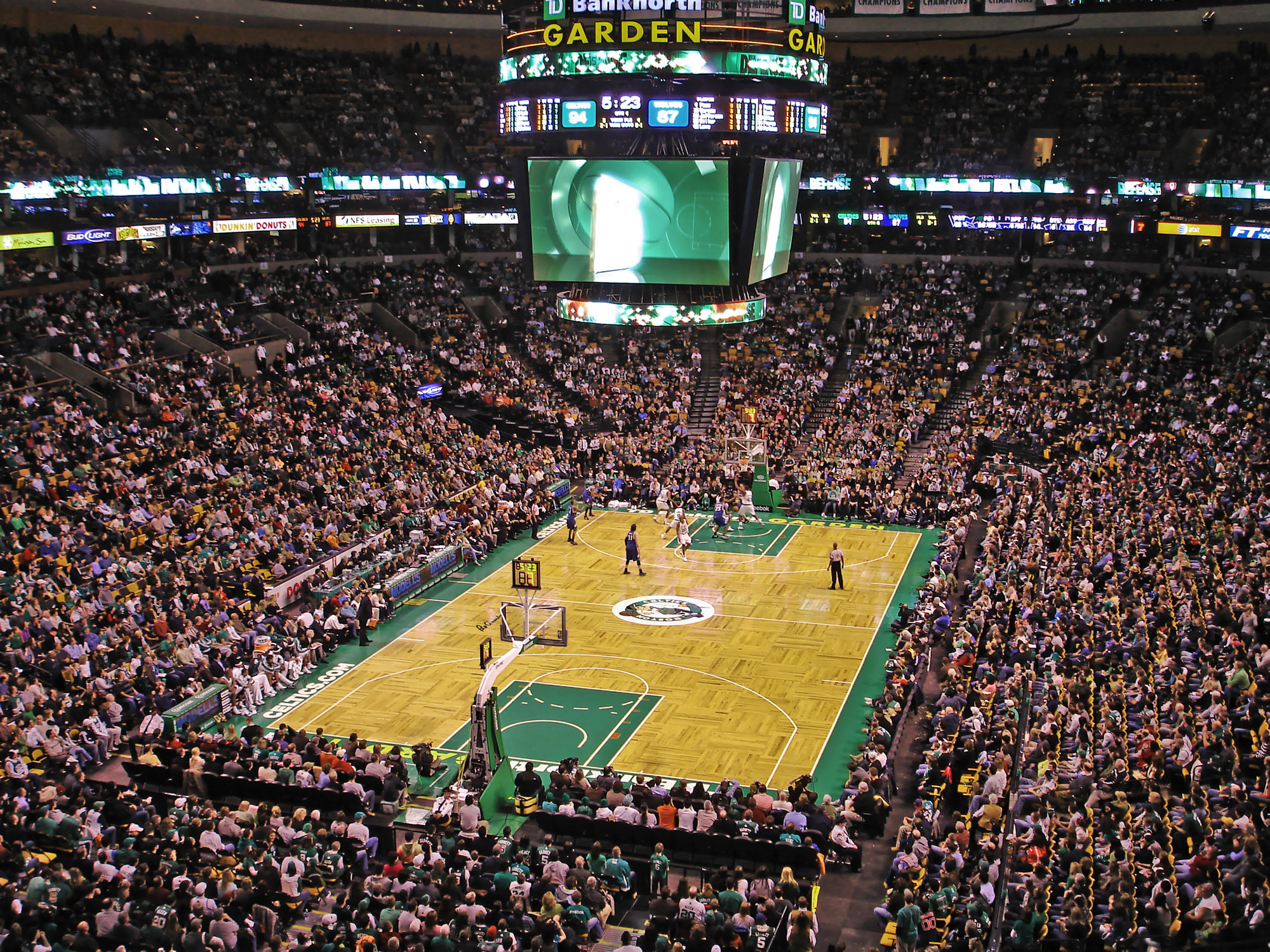
Zápas NBA 2009 mezi domácími Boston Celtics a Minnesota Timberwolves

TD Garden je víceúčelová aréna v Bostonu, hlavním městě amerického unijního státu Massachusetts. Název získala po sponzoru TD Bank a její přezdívka zní The Garden nebo Boston Garden. Dříve se jmenovala FleetCenter a Shawmut Center. Před otevřením arény společnost Fleet Boston Financial koupila Shawmut Bank a proto byla aréna přejmenována. TD Bank vlastní arénu od roku 2005. TD Banknorth Garden bylo jméno arény, ale společnost TD Banknorth se v roce 2009 spojila s Commerce Bancorp a byla přejmenována na TD Bank.
Aréna je domovskou halou klubů Boston Bruins z NHL, Boston Celtics z NBA a v letech 1996–1997, respektive
2009–2011, také oddílu Boston Blazers z NLL. Každoročně se zde utkávají bostonské univerzity v hokejovém turnaji Beanpot. Univerzity z celé Nové Anglie se zde setkávají v hokejovém klání Hockey East Championship. Hockey East je jednou z částí americké univerzitní soutěže NCAA.

## Historie

### Stavba arény
Architekti začali rýsovat podobu nové arény na začátku devadesátých let po letech tlaku hokejových Bruins, kteří se chtěli přestěhovat z chátrající Boston Garden. TD Garden měla být umístěna trochu severněji od staré Boston Garden, když byla stavba ukončena a obě arény stály, bylo mezi nimi pouze 23 cm místa. Stavět se začalo 29. dubna 1993, což znamená, že stavba zabrala 27 měsíců, včetně sedmitýdnové přestávky kvůli sněhové kalamitě. FleetCenter byl otevřen 30. září 1995.

### Název
Při otevření arény pro Bruins a Celtics se aréna jmenovala FleetCenter. Byla otevřena 30. září 1995.
Při průběhu stavby se nová aréna jmenovala Shawmut Center. Shawmut Bank byla jednou z hlavních bostonských bank. Nedlouho před dokončením arény se ale spojila s jejím větším rivalem Fleet Bank z Providence. Po dokončení musela být kvůli změně názvu ještě změněna barva a všechny sedačky s logem Shawmut Bank musely být odstraněny.
Další změnou měla být v roce 2004 změna při spojení bank FleetBoston Financial a Bank of America. Banka se ale vykoupila z práv na jméno arény. Delaware North tak musela práva prodat a v březnu 2005 tak učinila. Novým názvem se stal TD Banknorth Garden, protože práva zakoupila TD Banknorth z Maine, což byla americká část kanadské Toronto-Dominion Bank. Změna na název ale proběhla až na začátku července téhož roku. Společnost pojmenovala TD Banknorth Garden jako vzpomínku na starou Boston Garden. Do té doby se aréna jmenovala YourGarden (česky Vaše Zahrada).
Včetně současného jména TD Garden měla aréna už 33 názvů. Hráči Celtics při svém postupu v play-off 2002 říkali aréně "The Jungle".
V dubnu 2008 se TD Banknorth spojila s Commerce Bancorp a vytvořila novou TD Bank. O rok později oznámila společnost Delaware North Companies, že arénu přejmenuje na TD Garden v červenci 2009.

### Renovace
Před sezonou 2006-07 proběhla v aréně generální oprava. Nainstalována zde byla nová HD kostka. Aréna se stala vůbec první arénou s HD kostkou. Pro basketball nahradily původní rolovací panely na stěně video panely a přibyl průhledný ukazatel skóre nad košem.

## Využití

### Sporty

Koncert Lady Gaga během koncertního turné The Monster Ball Tour 2010

Aréna je domovem klubu ledního hokeje Boston Bruins, hrající NHL. Konala se v ní finále Stanley Cupu 2011, 2013 a 2019. Halu využívá také basketbalové družstvo Boston Celtics, hrající NBA. Mezi významné sportovní události se zařadily mistrovství Spojených států v krasobruslení 2001, All-Star Game NHL v roce 1996 a finále NBA v roce 2008. V hale se pořádají wrestlingové turnaje.
V NBA je TD Garden vedle orlandské Amway Areny jedinou arénou s parketovou podlahou. Je to tradicí, Celtics hrají na parketách již od konce druhé světové války, kdy bylo dřevo drahým a nedostatkovým zbožím.
Aréna byla vybrána za dějiště mužské týmové soutěže v tenise, Laver Cupu 2020, který byl pro koronavirovou pandemii o rok odložen.

### Ostatní události
TD Garden také pořádá nesportovní události, koncerty, Disney on Ice a další. Odehrála se zde také národní konvence Demokratické strany v rámci prezidentských voleb 2004. I přes horší akustiku budovy zde několik koncertovali Bruce Springsteen či U2, se čtyřmi koncerty v řadě k nahrání DVD Elevation 2001: Live from Boston. Natáčeli zde i Fleetwood Mac, The Who, Genesis a Céline Dion. Vystoupení v aréně uskutečnili také Madonna, Metallica, Green Day, Bon Jovi a Pink.